# Cacostola nelsoni
Cacostola nelsoni là một loài bọ cánh cứng trong họ Cerambycidae.